# 扎利茲尼亞
50°9′0″N 28°31′20″E / 50.15000°N 28.52222°E
扎利茲尼亞（烏克蘭語：Залізня），是烏克蘭北部的村莊，隸屬日托米爾州的日托米爾區。該村面積0.85平方公里，海拔高度219米，2001年人口調查為177人，平均人口密度每平方公里208.24人。人口的組成烏克蘭人，波蘭人，俄羅斯人。